# コロンビアの歴史
コロンビアの歴史では、コロンビア共和国の歴史について述べる。

## 先史時代から先コロンブス期まで

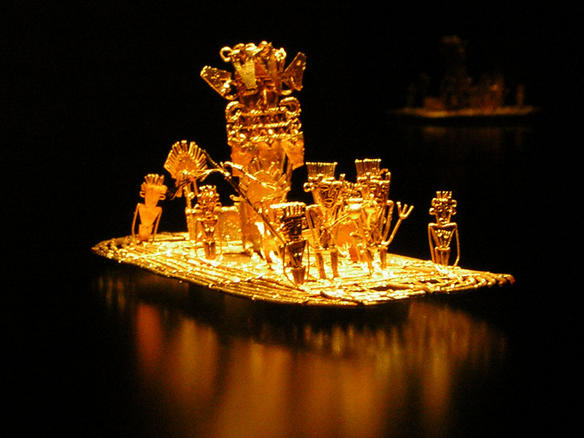
エル・ドラード伝説を生み出したムイスカ人の黄金の筏

紀元前10450年頃に、ボゴタ近郊のエル・アブラ（"El Abra"） の遺跡で先史文化の萌芽が見られる。中央アメリカから渡ってきた諸族の影響が大きくトウモロコシも彼らによって持ち込まれたが、巨大な石造建築は持ち込まれず、独自に生まれることもなかった。サン・アグスティンの遺跡も恐らく彼らによるものだと思われている。紀元前1000年、アメリカ・インディアンのグループは南アメリカでインカ帝国に次いで最も優れていたといわれる行政システムであったカシケと呼ばれる首長による一種の首長制国家群（"cacicazgos"）を発展させた。その好例をチブチャ系のムイスカ人、タイロナ、カリマ、キンバヤ、シヌーなどの部族とその文化に見ることができる。紀元前300年ごろ、現在のニカラグアに相当する地域からチブチャ系の人々が渡って来てからは、以降彼らを中心に独自の文化が育まれた。
特にボゴタ盆地に居住していたムイスカ人は発展の度合が高く、定住農耕によりトウモロコシとジャガイモを栽培し、カピバラの一種を家畜化して、生産物を低地民のコカや木綿と交換することにより生計を立てていた。

## 植民地化から解放戦争まで

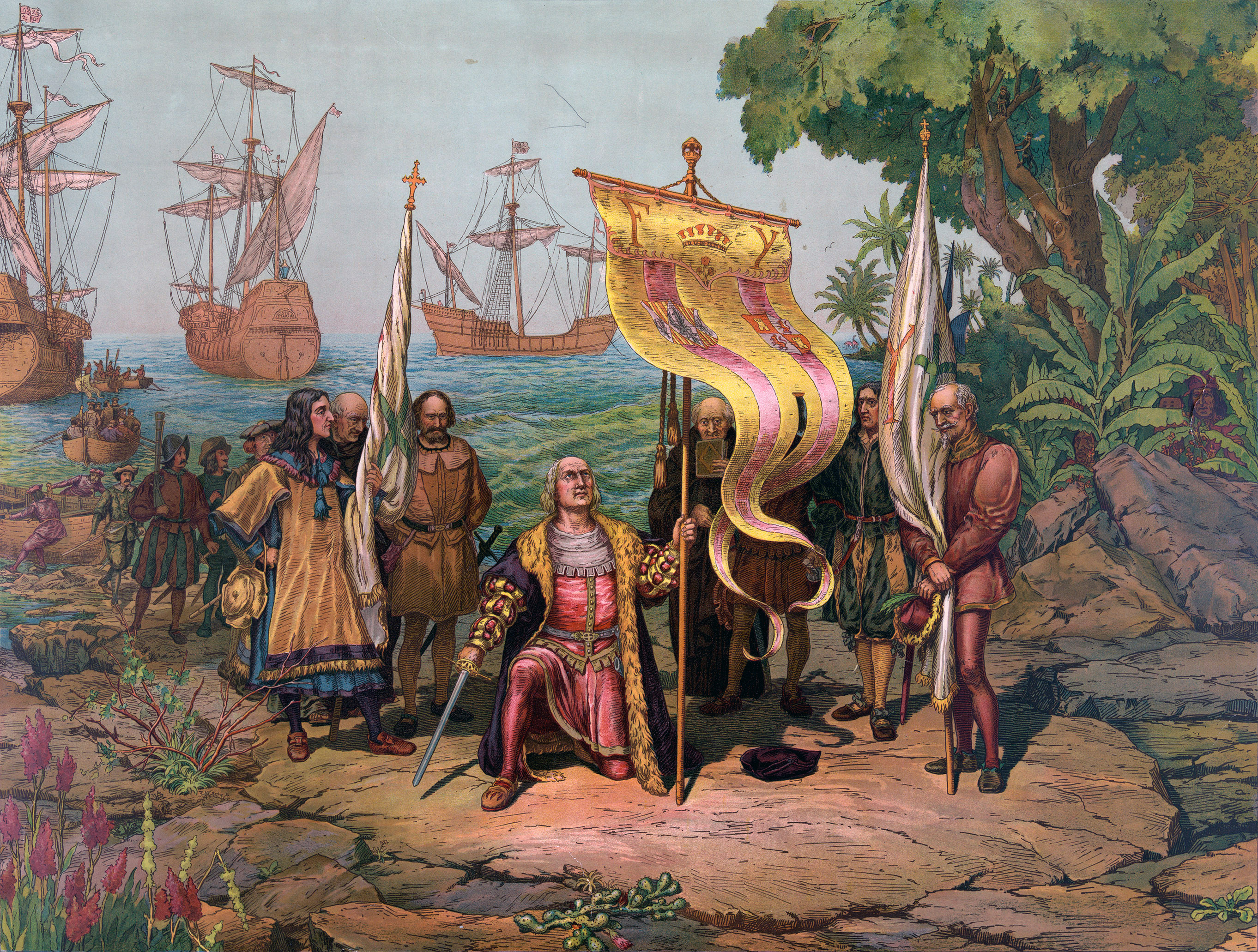
クリストバル・コロンのアメリカ大陸上陸

西暦1500年に、ロドリゴとバスティダスに率いられたスペイン人探検家がカリブ海沿岸を訪れるとそれに続いて1502年、クリストバル・コロン（ クリストファー・コロンブス）はカリブ海とチョコ（Choco）の西岸を航行する。
1508年、それまでにパナマ地峡を征服していたバスコ・バルボアはウラバを征服し始める。1513年、ヨーロッパ人は太平洋を初めて発見し、Mar del Surすなわち「南の海」と名付けると、続いてペルーとチリに到達する。
1510年11月にサンタ・マリア・ラ・アンティグア・デル・ダリエン(Santa María la Antigua del Darién) が今のチョコ県に建設され、南アメリカ発のヨーロッパ人による恒久的な入植地となった。その地域の先住民族は、チブチャ系（Chibchan） とカリブ系（Karib,今のカリブ族）が多数を占めていたが、最大の王国だったムイスカ族のバカタ王国が征服者ゴンサロ・ヒメネス・デ・ケサーダにより征服された結果、病気、搾取などにより著しい人口減少が起こった。ムイスカ人の首都バカタはサンタフェ・デ・ボゴタと改名され、以降スペイン人の統治の拠点となる。
スペイン人はアメリカ征服後、どの地域でもそうしたように16世紀になると アフリカから奴隷を送り込み始める。その後カルタヘナ・デ・インディアスはペルーからの黄金の積出し港となり、富を狙ってのジャマイカを拠点にしたイギリスからの攻撃が激しくなった。スペインはイギリスからの防衛のために1717年にアンデス北部を ヌエバ・グラナダ副王領として、ペルー副王領から独立して組織した。この副王領は資金不足により一旦廃止されるが、1739年に再び北部南米をベネスエラなどと共にヌエバ・グラナダ副王領が再編され、サンタフェ・デ・ボゴタに首都を置いた。しかし、その後も カルタヘナなどの都市に対してイギリス海軍や海賊の攻撃は続き、現在も城壁が残っている。
1781年ソコーロで増税に反対したクリオージョ達がコムネーロスの反乱を起こした。これはメスティーソやインディヘナをも含めた人民蜂起であり、革命委員会（コムン）が結成されたためにコムネーロスと呼ばれたが、結局は増税の実施が見送られてこの反乱は終結した。

## 独立の志士達とシモン・ボリーバルの独立戦争

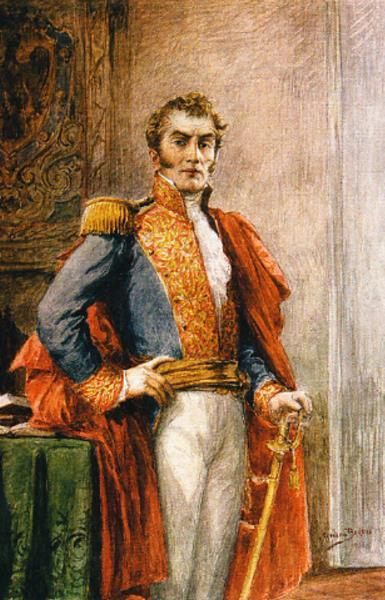
アントニオ・ナリーニョ

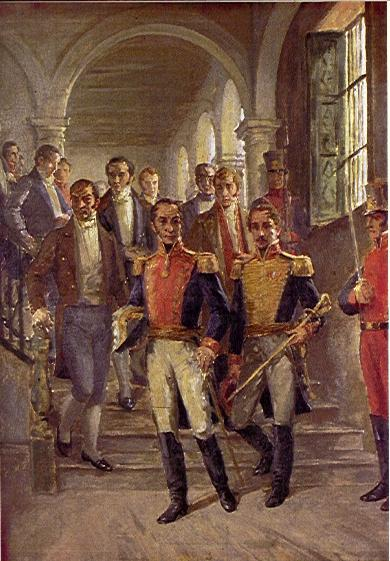
ククタの会議でのフランシスコ・デ・パウラ・サンタンデルとシモン・ボリーバルを始めとするコロンビア独立の志士たち

19世紀始めに始まったベネスエラや、ラ・プラタ地域での独立運動と呼応してこの地でも独立戦争が始まり、スペイン軍と独立派の死闘が繰り広げられた。独立運動は10年以上に及んだ。
1806年からフランシスコ・デ・ミランダに率いられた解放軍により、隣のベネスエラ総督領から解放戦争が始まったことを受けて、ヌエバ・グラナダでも独立戦争が始まった。1810年7月、アントニオ・ナリーニョが副王を追放してサンタフェ・デ・ボゴタを中心にクンディナマルカ共和国のスペインからの独立を宣言した。同時にカルタヘナがカルタヘナ共和国の独立を宣言して、すぐにカルタヘナを中心としたカリブ海側の五州がヌエバ・グラナダ連合州として合流した。
翌1811年のボゴタの議会でボゴタ以外の地方諸州とボゴタはヌエバ・グラナダ連合州としてナリーニョの下に合流し、軍隊の指揮権と全体の指導権をボゴタが持つことを認められた。ナリーニョとフランシスコ・デ・パウラ・サンタンデルは1812年に崩壊したベネスエラ共和国を代表として抵抗を続けていた、シモン・ボリーバルを統領とするベネスエラ人独立勢力らと協力してスペイン軍と戦い、ボリーバルも1813年にはベネスエラを再び解放するが、本国でのフェルナンド7世の反動的復位によってスペイン軍は再び勢力を増した。連邦派（カルタヘナ派）と集権派（ボゴタ派）の不一致を突かれる形で1814年2月にはボゴタが陥落し、ナリーニョはスペインに連行され、投獄されてしまった。ボリーバルはその後カリブ海側のカルタヘナを拠点にスペイン軍と戦いボゴタを奪還したものの、1815年6月にカルタヘナで起きた王党派の蜂起に敗れ、辛うじてイギリス領ジャマイカに逃れた。1816年5月、スペイン軍の攻撃によりボゴタは陥落した。
しかし、ボリーバルはジャマイカで有名なジャマイカ書簡を書いた後、イギリスなどと友好関係を結んで援助を受けることに成功し、さらにハイチに渡ってハイチ南部を支配していたアレクサンドル・ペション大統領に、ラテンアメリカの解放後、黒人奴隷を解放することを条件に物心両面の援助を受けた。1816年にはまたもやベネスエラに上陸したが、ジャネーロの協力を取り付けただけで敗れてしまい、ハイチに引き返すことになった。そうこうしているうちにボゴタが陥落してしまったが1817年、今度は準備を整えてベネスエラに再侵攻し、スペイン軍の裏をかいてまずヌエバ・グラナダを解放しようとした。ベネスエラのアンゴストゥーラが解放された後、1818年にはジャネーロ（オリノコ川流域の平原部＝リャノに住む、牧童たちのこと。ベネスエラのガウチョ）の頭目だったホセ・アントニオ・パエスの力を借りることに成功し、1819年にはアンゴストゥーラを臨時首都としてのベネスエラ第三共和国が再建され、コロンビア共和国も創設された。
1819年8月のボヤカの戦いに勝利するとボゴタが解放され、ヌエバ・グラナダも最終的に解放されて、ボリーバルはコロンビア共和国の建国を正式に宣言し、コロンビアの首都も改名されたボゴタに定められた。こうしてボリーバルはヌエバ・グラナダを拠点に故国ベネスエラの解放を進め、1821年にカラボボの戦い (1821年)での勝利によりカラカスが解放されると、ベネスエラも最終的に解放され、両国は改めて正式にコロンビア共和国を形成した。1820年には解放されたグアヤキルが、1822年にはキトが併合され、このコロンビア共和国は現在のコロンビア、ベネスエラ、エクアドル、パナマの全て及びペルー、ガイアナ、ブラジルの一部を含む北部南米一帯を占める大国家となった。
ボリーバルがペルー・ボリビア方面の解放に向かう中、1821年9月、ヌエバ・グラナダ人で、ヌエバ・グラナダを代表してボリーバルの副官を務めていたサンタンデルはコロンビア共和国の副大統領となり、不在の大統領に代わってヌエバ・グラナダを治めていたが、1827年のボリーバルの帰還後、コロンビア共和国を集権的にまとめようとするボリーバルと、連邦的な要求をするサンタンデルや、ベネスエラを支配する アントニオ・パエスの不満は大きくなっていった。サンタンデルは1828年にはボリーバルの暗殺を謀ったため亡命した。さらにキトを巡ってのコロンビアとペルーの戦争も起き、もはやボリーバルの威信の低下は明らかであった。その後もボリーバルはコロンビアの分裂を回避すべく統治したが、上手く行かず、ベネスエラが独立を要求した。コロンビア共和国の維持は解放者の力量をもってしても不可能かと思われた。
1830年にエクアドル（旧「南部地区」。キトとグアヤキルとクエンカが連合して赤道共和国を名乗った）と、故郷ベネスエラはパエスの指導下で完全独立を果たし、南米大陸統合の夢に敗れ、自分の政治的な努力が全て無為に終わったことを悟った解放者は終身大統領を辞職し、ヨーロッパに向かってマグダレーナ川を下る中、サンタ・マルタ付近で失意内に病死した。翌1831年にラファエル・ウルダネータ政権が崩壊すると同時にコロンビア共和国も崩壊し、残存部がヌエバ・グラナダ共和国として再編成を図った。

## ヌエバ・グラナダ共和国時代からコロンビア合衆国まで

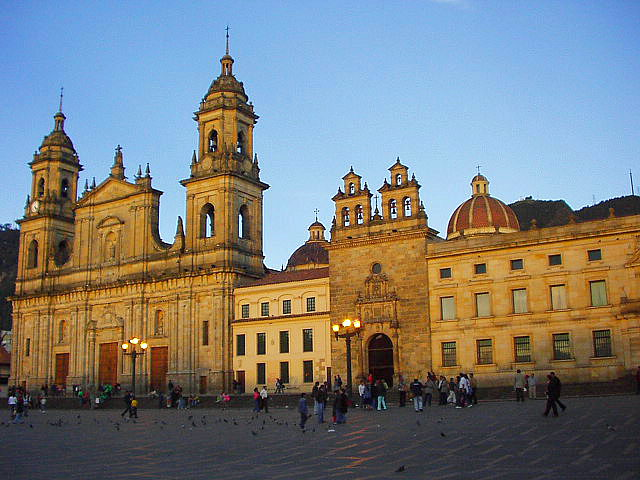
首都ボゴタのカテドラル

分離独立後は政情が不安定な時期が長期に及んだが、文民統治の原則は維持され続けた。また、政党間の対立が小康状態になるも、両党ともに支持基盤を富裕層（保守党はローマ・カトリック教会および大地主、自由党は新興企業家）のため、農民などに対する圧政が続き、政党間の争いと複雑に絡み合い、経済的には安定した発展を遂げたが、政治的には依然不安定な社会情勢が続いた。
1832年、亡命先からサンタンデルが帰国しヌエバ・グラナダ共和国の大統領に就任した。この時代には保護貿易により産業が発展し、奴隷貿易が廃止され、公教育が拡充するなど連邦的な政治が進んだ。また、1840年代には後に主産業となるコーヒーが栽培され始めた。政治面ではこの時期に大コロンビア時代から続く中央集権派と連邦派が、保守党と自由党に組織し直された。1849年には商人や職人、新興ブルジョワジー、小農などの連邦派が自由党を結成し、同年これに対抗して貴族や大地主、教会などを支持基盤に保守党が結成された。これにより現在まで続く二大政党制が確立したが、両党は寡頭支配体制の維持という点で共通していた。
1849年から1853年まで大統領を務めた自由主義者のホセ・イラリオ・ロペスはイエズス会の追放、教会財産の没収、黒人奴隷制の廃止などの反教会、自由主義政策を採った。これ以降1880年までコロンビアでは自由主義政権が続くことになる。自由主義政権は自由貿易をも望み、1855年に「手工業共和国」と呼ばれたホセ・マリア・メロ将軍の政権が打倒されると、保護貿易は廃されて自由貿易が導入され、育っていた工業の基盤が壊滅した。これ以降他のラテンアメリカ諸国と同様にコロンビアでもイギリス資本による経済支配が進むことになる。
1857年には自由主義者マリアーノ・オスピナ・ロドリゲスが大統領になり、1858年にはロドリゲスの手によりグラナダ連合が発足した。しかしロドリゲスはイエズス会の帰国を認めて教会特権を復活させ、中央集権化を図るなど自由主義を掲げながらも保守化したため、1861年に自由主義者だったカウカ州知事のトマス・シプリアーノ・ド・モスケラが蜂起し、7月にはボゴタに入ってロドリゲスを追放した。こうしてモスケラが政権を握ると、1863年に成立したリオ・ネグロ憲法では自由主義的な内容が採択され、グラナダ連合は各州が外交権を持つ八州からなる連邦制国家、コロンビア合衆国となった。この自由主義の時代に首都ボゴタでは科学や文芸が発展を見せ、ボゴタは「南米のアテネ」と呼ばれるようになった
1880年に保守派のラファエル・ヌニェスが自由党右派と保守党に推されて大統領になると、ヌニェスはスペインに独立を承認させ、国立銀行を建設して経済の安定を図った。こうしてヌニェスの時代にククタ周辺でのコーヒー栽培の拡大によりコロンビアの主産業がコーヒー輸出となり、イギリス資本によって鉄道網も拡大していき、欧米に依存的な経済構造が確立した。1884年に再選されたヌニェスは連邦制を廃止しようとし、政治と教育にカトリック教会が参加することを認めたため、1885年には自由主義者が反乱を起こし、内戦が勃発した。ヌニェスがこの内戦に勝利すると、1886年にリオ・ネグロ憲法は放棄されて、カトリック教会と国家の同盟、中央政府の権限拡大、大統領の任期を六年に延長、中央集権主義などを盛りこんで教権の強い中央集権的な憲法改正がなされ、ここで現在まで続くコロンビア共和国が成立した。

## コロンビア共和国成立からボゴタ暴動まで

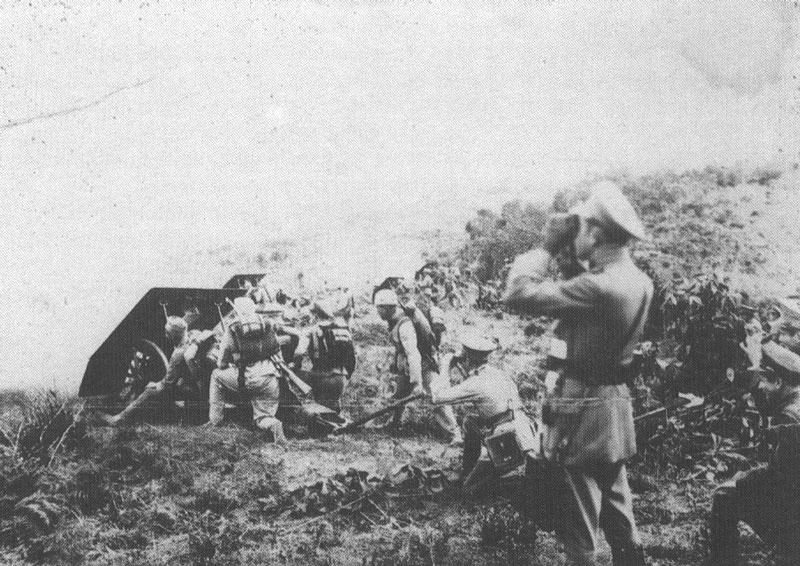
レティシアを巡ってのペルーとの戦争に備えるコロンビア軍（1932年）

こうして建国当初から自由・保守両党の対立が続いたが、1894年にヌニェスが死ぬと再び両党の緊張は高まった。1899年にはラファエル・ウリベ・ウリベ将軍の指導する自由党急進派による蜂起が起こり、1902年まで続く「千日戦争」勃発した。この内戦でコロンビアはおよそ10万人の犠牲者を出したといわれている。また、この戦争が収まった後、かねてからパナマを欲していたアメリカ合衆国のパナマ運河地帯永久租借案を、コロンビア上院が拒否したことを受けて、アメリカはパナマ地峡の独立派を援助し、1903年に地峡地帯がパナマ共和国として独立した。
千日戦争後に保守党のラファエル・レイェスが大統領に就任すると、独裁は強化され、保護貿易に基づいて国内工業の育成が図られた。この路線は1930年まで続いた保守党政権によって継承された。保守党政権は1921年にパナマの独立を承認してアメリカ合衆国との問題が解決した。これにより合衆国からの膨大な投資が流れ込み、それまでのイギリス資本から新たに合衆国資本への従属が始まった。ユナイテッド・フルーツ社によるバナナ・プランテーションの建設が進むのもこの頃である。しかし、1929年に世界恐慌が起こると、恐慌による経済の不安定化を受けて1880年から50年近く続いた保守党の時代も終焉した。また、1910年代からアンティオキア地方の開発と発展が進み、コーヒーの最大産地となったアンティオキアの中心地のメデジンは、ボゴタを抜いてコロンビアの成長の原動力となった
世界恐慌による経済の不安定化を受けて1930年にエンリケ・エラヤ・エレーラが労働者の支持を得て選挙に勝利し、自由党政権が復活した。エレーラは1932年9月のコロンビア・ペルー戦争に勝利し、南部アマゾン国境のレティシアの領有権を確保した。
1934年には自由党のアルフォンソ・ロペス・プマレホが大統領に就任し、部分的な土地改革などが行われた。プマレホはこの実績により1942年に再選されるが、政策に失敗して1945年辞任した。プマレホの政治は農民や労働者の利益に適ったものだったが、それは寡頭支配体制が崩れる程のものではなかった。そしてそのような情勢の中現れたのがホルヘ・エリエセル・ガイタンだった。自由党員だったガイタンは1928年にユナイテッド・フルーツ社によるバナナ労働者虐殺事件を批判したことによりカリスマ的な魅力を発揮した政治家であり、ポプリスモ的なガイタン主義を掲げてそれまで寡頭支配体制の枠外に置かれていた農民、労働者、学生から圧倒的な支持を受けていた。

## ボゴタ暴動、コロンビア内戦

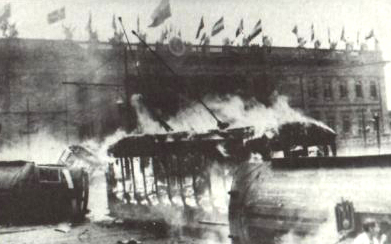
ボゴタ暴動によってボリバル広場で炎上する路面電車

1946年以降の十数年間はラ・ビオレンシア（暴力）の時代と謂われ、争いが頂点に達した。
1946年に保守党政権が誕生すると、徐々に保守党派が自由党派に対するテロを繰り広げるようになった。1948年の選挙はこのような状況の中で行われることになったが、同年開催されたボゴタでのOEA会議最中に、当選確実といわれた自由党党首ガイタンが暗殺されると、自由党派の市民と保守党派の市民が衝突し、ボゴタ暴動（ボゴタソ）が勃発した。ポプリスモ的なカリスマだったガイタンが暗殺されたことによりこの暴動を収める能力を持った政治家はおらず、この一連の暴動によりコロンビアは19世紀のような「暴力」の時代を迎えた。1946年から1950年代末までの「暴力」の時代の死者は、全て併せると20万人にも及ぶと推測される。1950年に保守党から就任した超保守派のラウレアーノ・ゴメス大統領は、事態を収拾するためと称して教会の政治的権利の復活などを骨子とした独裁を激しくしていき、それに伴い暴力も拡大して行った。しかし、この内戦の中でも工業生産は増加した。また、この不安定な情勢の中でもゴメスは反共を示して共産党系と自由党系のゲリラを弾圧する傍ら、朝鮮戦争にもラテンアメリカで唯一軍隊を派遣した。

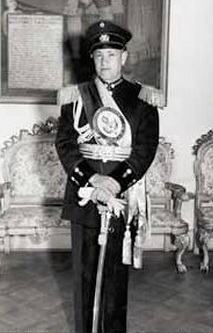
軍事政権を率いたグスタボ・ロハス・ピニージャ

地方での暴力が拡大し、ゴメスの独裁が自由党だけではなく、保守党や支配層からも受け入れがたいものになっていくと、事態を収拾するために両党が軍部に介入を要請した。このため、1953年6月14日に軍事クーデターにより朝鮮戦争の英雄 グスタボ・ロハス・ピニージャ将軍が政権を握り、コロンビア史上三度目の軍事政権が発足した。
ロハスはカリスマを発揮して民兵の武装解除を行い、部分的に「暴力」を収めることに成功したが、 1955年ロハスが人民弾圧を行った地主達に恩赦をかけたために農民が蜂起し（ビジャリカ戦争）、1956年ロハスに敬意を示さなかったという理由で多数の市民が虐殺される「牛の首輪」虐殺事件の発生などにより、次第に民衆の間でも反ロハス感情が強まって行った。また、ロハスは労働者保護に努める中で、次第に自由党、保守党から離れてアルゼンチンのフアン・ペロンのような独自のポプリスモ的支持基盤を労働者に持とうとしたため、両党の寡頭支配層も反ロハス感情を抱いていった。こうして反ロハス勢力が結集したため、1957年にロハスは大統領を辞職しスペインへ亡命した。
1958年には、寡頭支配層によって自由・保守両党による「国民戦線」体制が成立した。これは両党間で4年毎に政権を交替するという「たらいまわし」連立政策であった。背景にはロハスのような自由党と保守党の特権を侵しかねない政権の成立を寡頭支配層が恐れたことがあるが、しかし、これに反対する自由党系農民の蜂起が相次いだ。
1959年のキューバ革命の影響を受けて、1961年にアメリカ合衆国のケネディ大統領主導によって「進歩のための同盟」が発足すると、コロンビアは同盟のモデル国家となったが、社会問題の根本的解決には至らずゲリラ活動は活発化し、1966年にはコロンビア革命軍（FARC）が発足した。1968年にメデジン公会議で解放の神学が誕生した。1970年の大統領選挙では亡命先から帰ったロハスが独自に国家人民同盟（ANAPO党）から出馬し政界復帰を目指すものの、不正選挙で敗北すると学生を中心とした左翼ゲリラ4月19日運動（M-19）が生まれた。
1974年「国民戦線」体制終了。通常選挙が執り行われる。1978年に就任した自由党のフリオ・セサル・トゥルバイ・アヤラ大統領は、高まる反政府活動を戒厳令を布告して弾圧し、多くの活動家が秘密警察による拉致や拷問を受け、その多くが失踪した。1982年に就任した保守党のベリサリオ・ベタンクール・クァルタス大統領はFARCなど左翼ゲリラ勢力と和平を実現し、1985年にはFARCが合法政党である愛国同盟（UP）を創設、国政に参加したが、議員や関係者は次々に暗殺され、1994年には政党資格を消失した。また85年には左翼ゲリラM-19によるコロンビア最高裁占拠事件、ネバド・デル・ルイス火山の噴火（死者・行方不明者25000人以上）など災難が相次ぎ、ベタンクール大統領は「社会・経済非常事態宣言」を発令した。1986年に就任した自由党のビルヒリオ・バルコ大統領により、麻薬取締まり作戦が実行。1989年メデジン・カルテルとの大規模ゲリラ戦闘「麻薬カルテル戦争」が勃発し、麻薬カルテルの本拠地がメデジンからカリに移った。
1990年、大統領に就任した自由党のセサル・ガビリア・トルヒージョは野党を含む挙国一致内閣を組閣し、1991年に1886年憲法が全面改正され、新憲法が公布された。1993年にはメデジン・カルテルの最高幹部パブロ・エスコバルが治安部隊に射殺され、1995年には第二の麻薬カルテルカリ・カルテルの幹部オレフエラ兄弟が逮捕されるなど、麻薬密売組織はほとんど壊滅状態に追い込まれたが、1994年に就任した自由党のエルネスト・サンペール・ピサノ大統領が選挙期間中にカリ・カルテルから選挙資金を受け取っていたことが "narco-cassettes" から発覚し、「ナルコ・ゲート事件」として大問題に発展した。議会はサンペール大統領を弾劾する構えを見せ、アメリカ政府もサンペールの入国ビザの発給を拒否するなど外交問題に発展した。1998年、Quebrada El Billarの戦い（3月1日 - 3月5日）。8月7日に就任した保守党のアンドレス・パストラーナ・アランゴ大統領は、対米関係重視の政策をとり、翌1999年1月にはFARCとの和平対話を開始するも、2002年初頭のFARCによるテロを受け、和平プロセスを中止。2月21日、es:Retoma de la zona de distensiónでEl Caguán DMZを奪還。es:Operación Alcatraz。同夏自由党系の新政党「コロンビア・ファースト」から就任したアルバロ・ウリベ大統領は治安回復を重点課題とし、左翼ゲリラや右翼の「コロンビア自警軍連合」（AUC）などの民兵組織対策に力を注ぐ。2006年5月、ウリベは大統領に再選した。2007年、es:Operación Emmanuel。2008年、es:Operación Jaque、es:Operación Fénix。es:Operación Dinastía（2009年 - 2010年）。2010年、es:Operación Camaleón、es:Operación Sodoma。2011年、es:Operación Odiseo。